# HD 71267
HD 71267，又名BD-14 2517，SAO 154244、HR 3320，是一颗恒星，视星等为5.98，位于銀經237.56，銀緯13.13，其B1900.0坐标为赤經8h 21m 16.8s，赤緯-14° 13.13′ 15″。